# Lorik Boshnjaku
Lorik Boshnjaku (Prishtinë, 7 luglio 1995) è un calciatore kosovaro, centrocampista del Suhareka.

## Carriera
Il 1º luglio 2022 viene acquistato a titolo definitivo dalla squadra albanese del Vllaznia.

## Statistiche

### Presenze e reti nei club
Statistiche aggiornate al 9 aprile 2023.
| Stagione         | Squadra          | Campionato       | Campionato | Campionato | Coppe nazionali | Coppe nazionali | Coppe nazionali | Coppe continentali | Coppe continentali | Coppe continentali | Altre coppe | Altre coppe | Altre coppe | Totale | Totale |
| Stagione         | Squadra          | Comp             | Pres       | Reti       | Comp            | Pres            | Reti            | Comp               | Pres               | Reti               | Comp        | Pres        | Reti        | Pres   | Reti   |
| ---------------- | ---------------- | ---------------- | ---------- | ---------- | --------------- | --------------- | --------------- | ------------------ | ------------------ | ------------------ | ----------- | ----------- | ----------- | ------ | ------ |
| 2014-gen. 2015   | 2 Korriku        | SL               | 0          | 0          | CK              | 0               | 0               | -                  | -                  | -                  | -           | -           | -           | 0      | 0      |
| gen.-giu. 2015   | Prishtina        | SL               | 0          | 0          | CK              | 0               | 0               | -                  | -                  | -                  | -           | -           | -           | 0      | 0      |
| 2015-2016        | Prishtina        | SL               | 8          | 0          | CK              | 4               | 0               | -                  | -                  | -                  | SK          | 1           | 0           | 13     | 0      |
| 2016-2017        | Prishtina        | SL               | 13         | 0          | CK              | 1               | 0               | -                  | -                  | -                  | -           | -           | -           | 14     | 0      |
| 2017-2018        | Prishtina        | SL               | 17         | 0          | CK              | 2               | 0               | UEL                | 2                  | 0                  | SK          | 1           | 0           | 22     | 0      |
| 2018-2019        | Prishtina        | SL               | 21         | 3          | CK              | 1               | 0               | UEL                | 4                  | 0                  | -           | -           | -           | 26     | 3      |
| 2019-2020        | Prishtina        | SL               | 23         | 0          | CK              | 5               | 0               | UEL                | 2                  | 0                  | SK          | 1           | 0           | 31     | 0      |
| 2020-2021        | Prishtina        | SL               | 31         | 0          | CK              | 2               | 1               | UEL                | 0                  | 0                  | SK          | 1           | 0           | 34     | 1      |
| 2021-2022        | Prishtina        | SL               | 33         | 0          | CK              | 2               | 0               | UCL+UECL           | 4+4                | 0                  | SK          | 1           | 0           | 44     | 0      |
| Totale Prishtina | Totale Prishtina | Totale Prishtina | 146        | 3          |                 | 17              | 1               |                    | 16                 | 0                  |             | 5           | 0           | 184    | 4      |
| 2022-2023        | Vllaznia         | KS               | 18         | 0          | CA              | 1               | 0               | UECL               | 2                  | 0                  | SA          | 1           | 0           | 22     | 0      |
| Totale carriera  | Totale carriera  | Totale carriera  | 164        | 3          |                 | 18              | 1               |                    | 18                 | 0                  |             | 6           | 0           | 206    | 4      |